# Imrich Stacho
Imrich Stacho   (Trnava, 4 de novembre de 1931 - Piešťany, 10 de gener de 2006) fou un futbolista eslovac de la dècada de 1950.
Fou 23 cops internacional amb la selecció txecoslovaca amb la qual participà en la Copa del Món de Futbol de 1954 i a la Copa del Món de Futbol de 1958.
Pel que fa a clubs, defensà els colors de Spartak Trnava.